# Michael von Barich
Michael von Barich, auch Mihael Barić (* 1792; † 1859) war ein Wiener Hofkonzipist in der k.u.k. österreichisch-ungarischen Administration, Großhändler und Bauspekulant.
Seine bekannteste, allerdings auch umstrittenste Tat, war der 1839 erfolgte Kauf des Gartenpalais Althan in der Ungargasse. Dieses wurde in der Folge abgerissen und in 34 Baugründe parzelliert. Damit entsprach er dem Bebauungsdruck durch die wachsende Bevölkerung der Wiener Vorstädte. Barich und ihm gleich Gesinnte erkannten die Chance, die sich in der Verwertung der feudalen Gartenpalais nahe der Wiener Innenstadt ergab. Nach Barich ist seit 1876 die Barichgasse in seinem Parzellierungsgebiet benannt. 
Barich (auch Baric) wurde weiters bekannt durch die Tatsache, dass er von einer Ägyptenreise um 1849 eine Mumie mit nach Wien brachte, die nach seinem Tod im Agramer (heute Zagreber) Nationalmuseum landete und wegen ihrer etruskischen Mumienbinden, den hernach benannten Zagreber Mumienbinden, besonderes wissenschaftliches Interesse weckte.